# RAFAEL Python
El Python es un misil aire-aire fabricado por la empresa armamentística estatal israelí RAFAEL Armament Development Authority. El Python surgió de la familia de misiles Aire-Aire Shafrir. El primero Shafrir-1, desarrollado en 1959, seguido del Shafrir-2 a principios de los años 70. Después del Shafrir-2, los nuevos misiles desarrollados por RAFAEL fueron denominados con el nombre occidental Python, empezando su denominación como Python-3, empezando su fabricación en 1978. Posteriormente saldrían nuevas versiones: el Python-4 y el Python-5.

## Diseño y variantes

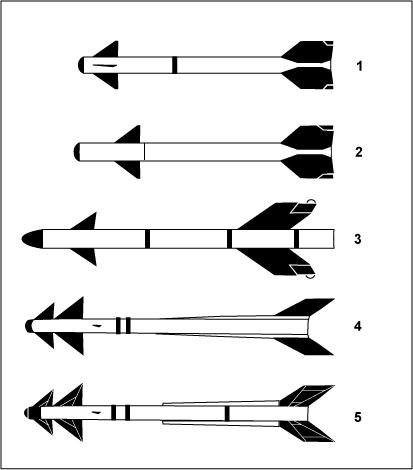
Generaciones de misiles Python.

En la década de 1950, la Fuerza Aérea Israelí (IAF) presentó los requisitos para un misil aire-aire de fabricación nacional, para promover la industria de defensa nacional y reducir la dependencia de las importaciones. La autoridad de desarrollo de Rafael fue contratada para desarrollar el Shafrir (hebreo:, ריר, convertido en forma de Libélula, una forma masculina de inflexión para Damselfly (רירית)) en 1959. El misil en el estado operativo con los aviones Mirage israelíes en 1963, pero la Fuerza Aérea Israelí estuvo insatisfecha con su rendimiento y no se lograron derribos en combate aéreo con él durante la Guerra de los Seis Días, derribando mayormente con fuego de cañón. El mejorado Shafrir-2 se introdujo pronto en 1971, y demostró ser uno de los misiles aire-aire más exitosos jamás realizados. Durante la guerra de Yom Kippur de 1973, la IAF lanzó 176 misiles Shafrir-2, destruyendo 89 aviones enemigos. El Shafrir-2 se exportó junto con aviones de fabricación israelí a países de América del Sur.
Después del Shafrir-2, los nuevos misiles hechos por Rafael recibieron el nombre occidental de Python. Esta es la razón por la cual el misil se construyó por Rafael a principios de la década de 1970 se llamaba Python-3, pero no hay Python-1 o Python-2 (eran Shafrir-1, Shafrir-2). El Python-3 ha mejorado el alcance y la capacidad de todos los aspectos, se demostró antes y durante la Guerra del Líbano de 1982, destruyendo 35 aviones enemigos. La República Popular de China quedó impresionada con su rendimiento y construyó con la licencia Python-3 como PiLi-8 (PL-8) AAM.
Las mejoras adicionales en Python-3 se desarrollaron en el desarrollo de Python-4 en los tiempos de la década de 1980, que tenía una capacidad limitada de "disparar y olvidar", pero también la opción de guía para la vista del casco. En la década de 1990, Rafael comenzó a desarrollar el Python-5 AAM, que estaba equipado con un buscador de imágenes electro-óptico avanzado con capacidad de bloqueo posterior al lanzamiento. El nuevo misil fue exhibido en el Salón Aeronáutico de París 2003, y estaba destinado al servicio con IAF el F-15I Ra'am ("Trueno") y el F-16I Sufa ("Storm").
Se dice que el Python-5 tiene una capacidad de lanzamiento de esfera completa o un misil de todos los aspectos, lo que significa que se lanzará a un objetivo de la ubicación del objetivo en la relación con la dirección del avión de lanzamiento. Puede bloquearse en los objetivos después del lanzamiento, incluso cuando están a 100 grados de distancia de la visión del avión de lanzamiento.

## Variantes

### Shafrir 1
El Shafrir-1 se desarrolló en 1959–1964 para cumplir con el requisito de la IAF de un misil aire-aire doméstico. Su objetivo era desarrollar las capacidades de la industria de defensa nacional y reducir la dependencia de las importaciones extranjeras. El temor a la dependencia extranjera se demostró más tarde cuando Francia prohibió la exportación de armas a Israel.
El Shafrir-1 fue diseñado para su uso en aviones Mirage-IIICJ de fabricación francesa. La primera prueba se llevó a cabo en Francia en 1963. Sin embargo, el desempeño de su trabajo fue tan pobre que se desarrolló una versión mejorada, el Shafrir-2.
Longitud: 250 cm (2,5 m)
Palmo: 55 cm
Diámetro: 14 cm.
Peso: 65 kg.
Orientación: IR
Ojiva: explosivo de 11 kg, 30 kg más tarde.
Alcance: 5 km.
Velocidad: ??

### Shafrir 2

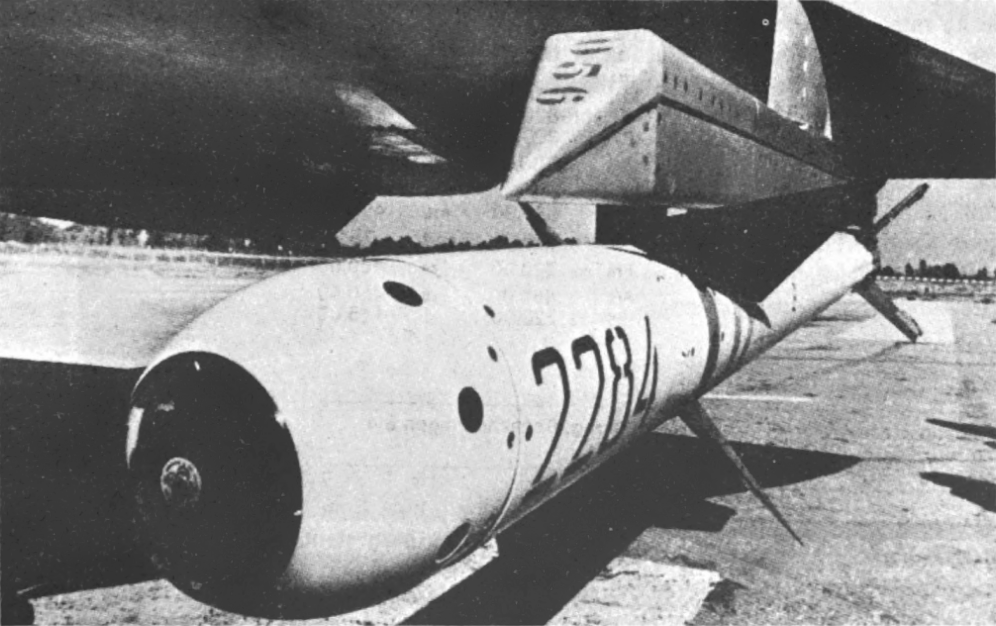
Shafrir II

El Shafrir-2 fue acreditado con 89 derribos en la guerra de Yom Kipur de 1973. Durante toda su vida útil, se le acredita con un total de 106 derribos.
Durante el 1 de mayo de 1982 los británicos confundieron un tanque de combustible suplementario con un misil de este tipo.
Longitud: 250 cm (2,5 m)
Palmo: 55 cm
Diámetro: 15 cm.
Peso: 93 kg.
Orientación: IR
Ojiva: 11 kg
Alcance: 5 km.
Velocidad: ??

### Python 3

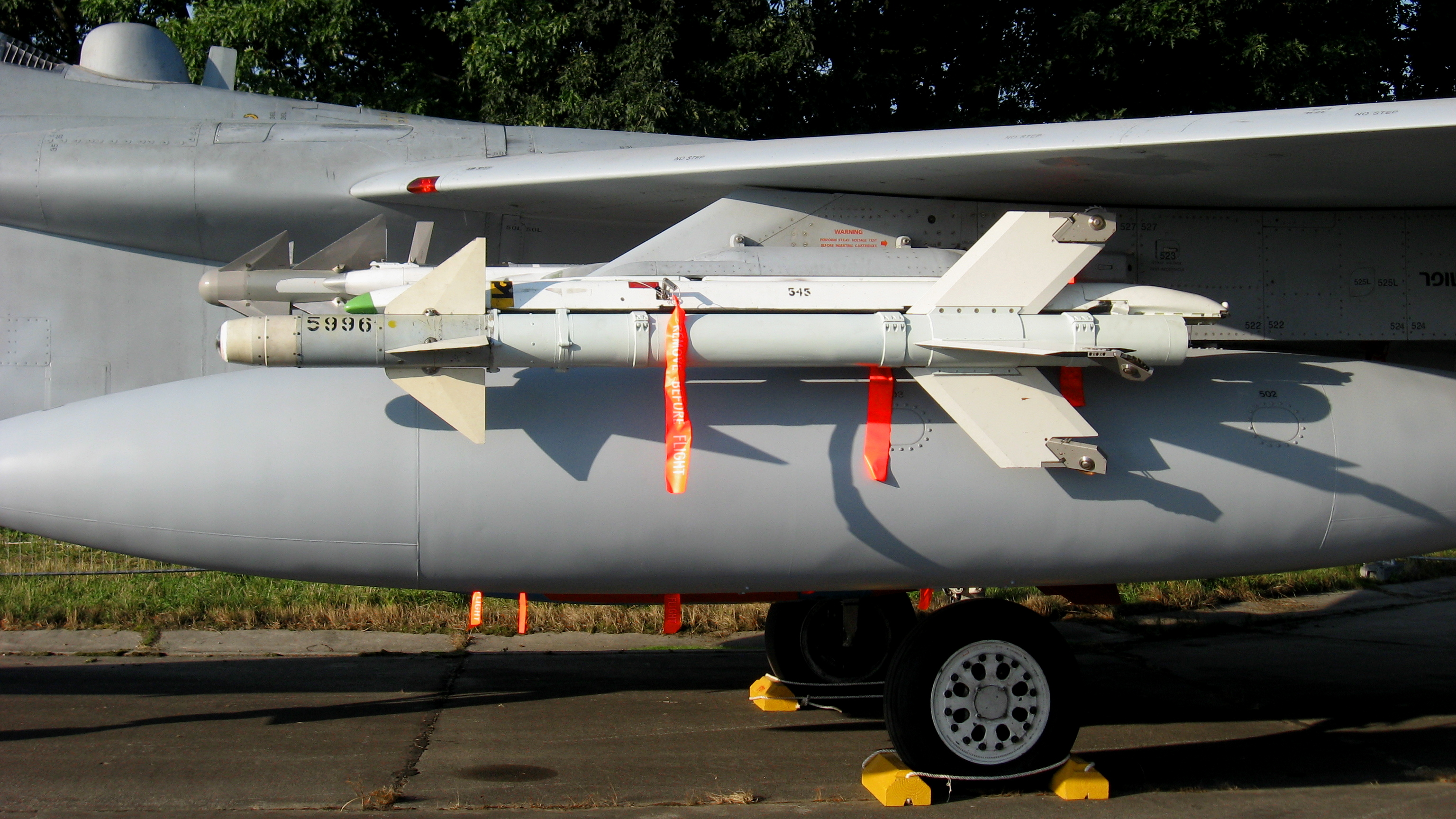
Un Python 3 en el ala de un F-15

El Python-3 es un AAM muy mejorado con capacidad de ataque en todos los aspectos, mayor velocidad, rango y rendimiento. Tuvo un buen desempeño antes y durante la Guerra del Líbano de 1982, anotando 35 derribos (según otras fuentes, 50).
La Fuerza Aérea del Ejército Popular de Liberación (PLAAF) de China quedó bastante impresionada con el misil Python 3 y autorizó la producción del AAM PL-8, basado en dicho misil, en los años ochenta. El programa se denominó código "Proyecto Número 8" (八号 form) y se inició formalmente el 15 de septiembre de 1983. Desde marzo de 1988 hasta abril de 1989 se completó la transferencia de tecnología a China, mientras que la construcción y el ensamblaje de las piezas bajo licencia continuaron, y en la primavera de 1989, el misil chino de fabricación nacional completo recibió la certificación estatal. El proveedor principal del misil fue Xi'an Eastern Machinery Factory (西安 东方 机械 厂), ubicado en Xi'an. Además, China habría desarrollado un sistema de mira de casco (HMS) para el PL-8.
Largo: 295 cm.
Palmo: 80 cm
Diámetro: 16 cm.
Peso: 120 kg.
Orientación: IR
Ojiva: 11 kg, fusible de proximidad activa.
Alcance: 15 km.
Velocidad: Mach 3.5

### Python 4

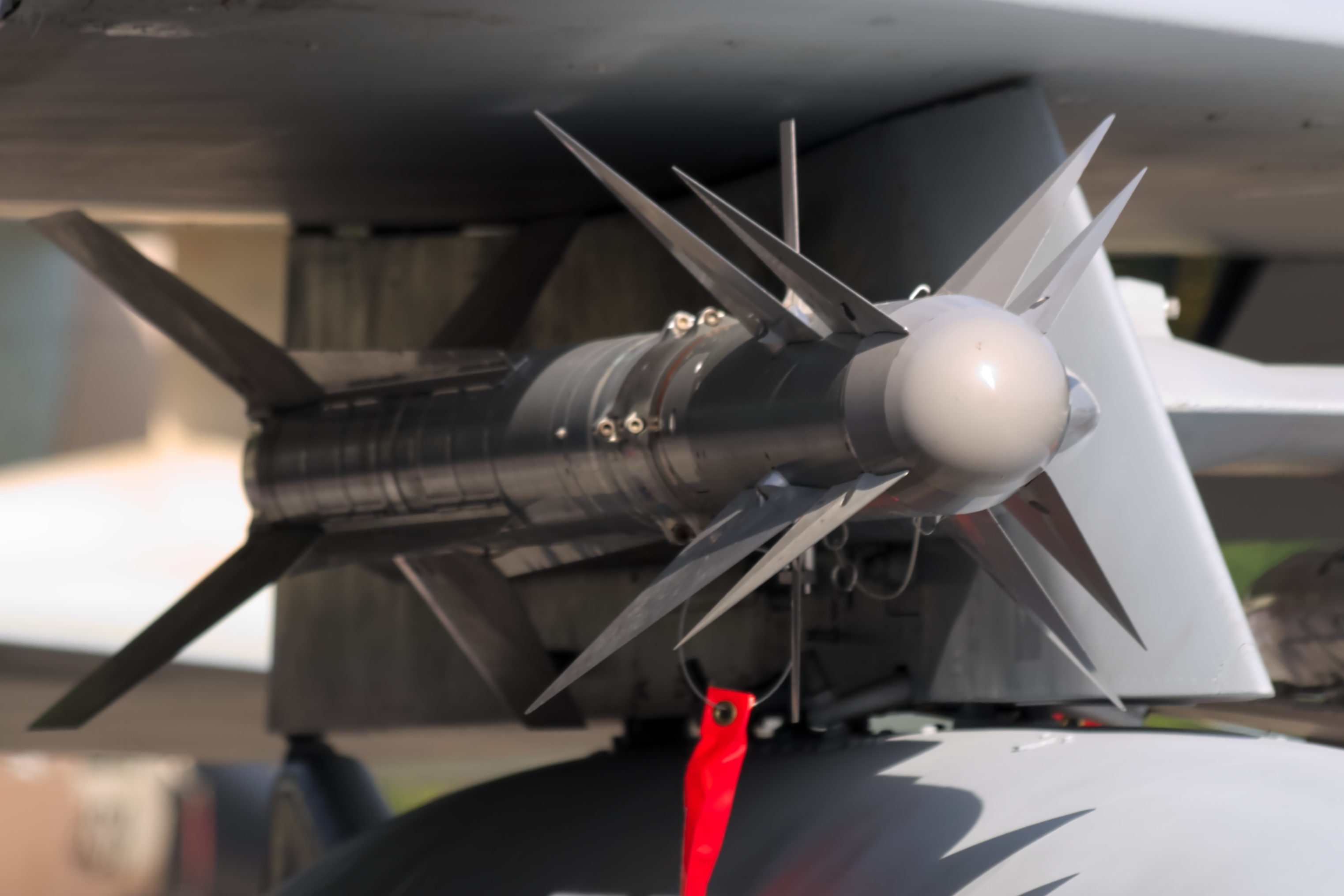
Python 4

El Python-4 es un AAM de cuarta generación con capacidad de ataque todo tiempo, e integración con un sistema de vista de casco (HMS). Entrenando en el servicio en la década de 1990, y al igual que su predecesor Python-3, está integrado con el sistema HMS DASH (Casco de pantalla y vista) de Elbit Systems para F-15s y F-16 israelíes, F-16s chilenos (MLU y bloque C / D 50/52 más), F-5E/F Tiger III, sudafricanos Atlas Cheetah y el futuro SAAB JAS-39 Gripen de Brasil. El buscador de misiles utiliza una tecnología de banda dual similar a la FIM-92 Stinger de EE. UU. (Infrarrojo y ultravioleta), con capacidad IRCCM (IR ECCM) para reducir la radiación.
Largo: 300 cm.
Palmo: 50 cm
Diámetro: 16 cm.
Peso: 120 kg.
Orientación: IR
Ojiva: 11 kg. Fusible de proximidad de láser activo con fusible de respaldo.
Alcance: 15 km.
Velocidad: Mach 3.5 o más

### Python 5
El Python-5 es actualmente el misil aire-aire más capaz del inventario de Israel y uno de los AAM más avanzados del mundo. Es también capaz de "bloquearse después del lanzamiento" (LOAL), y tiene capacidad de ataque de la esfera completa en todas las direcciones (incluso hacia atrás). El misil cuenta con un avanzado buscador electro-óptico por infrarrojos que escanea el área objetivo en busca de aviones hostiles, y luego se bloquea para la persecución de la terminal. Con un total de dieciocho superficies de control y un diseño cuidadoso, se supone que el misil resulta tan fácil de manejar como cualquier otro misil aire-a-aire con toberas de empuje vectorial. El Python-5 se usó por primera vez en el combate durante la Guerra del Líbano de 2006, cuando fue utilizado por F-16 Fighting Falcons para destruir dos UAV Ababil de fabricación iraní uso del Hezbolá.
Largo: 310 cm. 
Palmo: 64 cm 
Diámetro: 16 cm. 
Peso: 105 kg. 
Orientación: IR + imágenes electro-ópticas. 
Ojiva: 11 kg 
Rango:> 20 km. 
Velocidad: Mach 4

## Otros desarrollos del Python

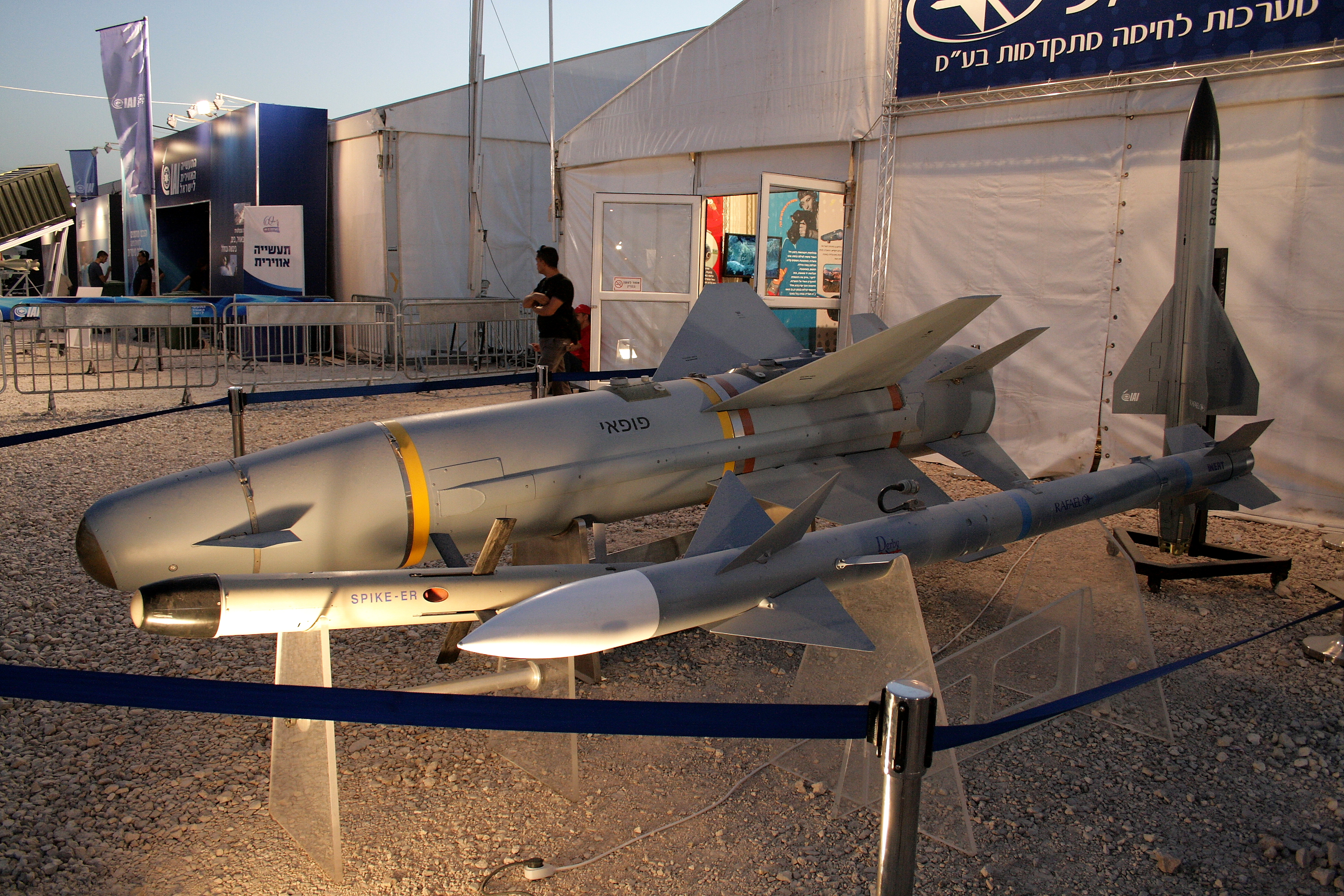
Misil AGM-142 (atrás) Misil Spike (más cerca) Misil Derby (frente) Misil Barak 1 (derecha)

### Derby
También conocido como Alto, el misil Derby es un misil homing de radar activo, de alcance medio (~50 km) BVR. Aunque técnicamente no es parte de la familia "Python", el misil es una versión ampliada del Python-4 con un buscador de radar activo.
Largo: 362 cm.
Palmo: 64 cm
Diámetro: 16 cm.
Peso: 118 kg.
Orientación: Radar activo.
Ojiva: 23 kg.
Alcance: 50 km.
Velocidad: Mach 4

### I-Derby-ER
En junio de 2015, Rafael confirmó la existencia de I-Derby-ER, una versión de rango extendido del Derby que aumenta el rango a 54 nmi (62 mi; 100 km), después de una versión "Python 6" basada en un lanzamiento aéreo El misil aturdidor fue abandonado. Para lograr un mayor rango, se agrega un motor de cohete sólido de doble pulso, donde el pulso secundario de energía a medida que el misil se acerca al objetivo de extender el tiempo de vuelo. También combina el buscador y el fusible en un sensor integrado y un sistema de fusión para hacer espacio para el nuevo motor.

## Operadores
Argentina - Shafrir-2 (350 misiles, entregados en 1981).
 Bolivia - Python-3.
 Brasil - Python-3 (400 misiles, entregados en 2001), Python-4 y Derby (200 misiles cada uno, entregados en 2011).
 Chile - Shafrir-2 (50 misiles, entregados en 1978), Python-3 (120 misiles, entregados en 1997), Python-4 (280 misiles, entregados en 2011) y Derby (60 misiles, entregados en 2003).
 China - Python-3 (3000 misiles, entregados entre 1991 y 2000, designación local PiLi-8 (PL-8).
 Colombia - Shafrir-2 (80 misiles, entregados en 1989), Python-3/4 (75 misiles, todos entregados en 2005), Python-5 (100 misiles, entregados en 2011) y Derby (40 misiles, entregados en 2010).
 Ecuador - Shafrir-2 (75 misiles, entregados en 1984), Python-3 / Python-4 (60 misiles, entregados en 1996), Python-5 (50 misiles, entregados en 2001) y Derby (60 misiles, entregados en 2003 ).
 El Salvador - Shafrir.
 Georgia - misiles Python-5 y Derby entregados como parte del sistema SPYDER.
 Honduras - Shafrir-2 (100 misiles, entregados en 1978).
 India - Python-4 y Python-5 (100 misiles, entregados en 2007) y Derby.
 Israel - Shafrir-1/2, Python-4 y Python-5, (usuario principal, designación local Zephyr).
 Rumanía - Python-3.
 Singapur - Python-4 (600 misiles, entregados en 2004).
 Sudáfrica - Python-3 (designación local V3S Snake, entregada en 1989 y retirada en abril de 2008), Derby (designación local como R-Darter o V4).
 República de China - Shafrir-2 (450 misiles, entregados en 1977).
 Tailandia - Python-4 (400–500 misiles, entregados en 1990).
 Venezuela - Python-4 (54 misiles, entregados 2004).

## Misiles Similares
- AIM-9 Sidewinder
- Vympel R-3
- Molniya R-60
- IRIS-T
- Vympel R-73